# Vojtěch Jarník
Vojtěch Jarník   (Praga i Praga, 22 de desembre de 1897 - Praga, 22 de setembre de 1970) va ser un matemàtic txec.

## Vida i Obra
Jarník era fill d'un professor universitari de filologia; el seu germà gran, Hertvík, també va arribar a ser un filòleg reconegut. Gràcies a haver estat exceptuat del servei militar per la Primera Guerra Mundial, va poder estudiar física i matemàtiques a la universitat Carolina de Praga des del 1915 fins al 1919, rebent la influència de Karel Petr. Els dos cursos següents va ser professor ajudant a la universitat Tecnològica de Brno i el 1921 va tornar a la universitat de Praga. Aquest mateix any va obtenir el doctorat amb una tesi sobre les funcions de Bessel.
Excepte el cursos de 1923-25 i 1927-28 que va estar a la universitat de Göttingen treballant amb Edmund Landau, va fer tota la seva carrera acadèmica a la universitat de Praga, de la qual es va retirar el 1968. Durant la seva llarga permanència a la universitat de Praga va ocupat diferents càrrecs com degà, vicedegà i vice-rector i el 1952 va ser un dels membres fundadors de l'Acadèmia Txecoslovaca de Ciències. Tot i les seves nombroses ocupacions, sempre va ser un professor escrupolós i ben preparat: diverses generacions de matemàtics txecs van aprendre sota la seva influència.
Jarník va publicar una desena de llibres de text i una norantena d'articles científics. Els seus camps de treball destacats van ser la teoria de nombres, les funcions reals, la teoria de grafs i la topologia. El 1930 va descobrir un algorisme per trobar l'arbre d'expansió més petit d'un graf, però el seu treball no va ser reconegut fins més tard quan Robert C. Prim (1957) i Edsger Dijkstra (1959) el van descobrir novament i el van popularitzar com l'algorisme de Prim.

## Bibliografia

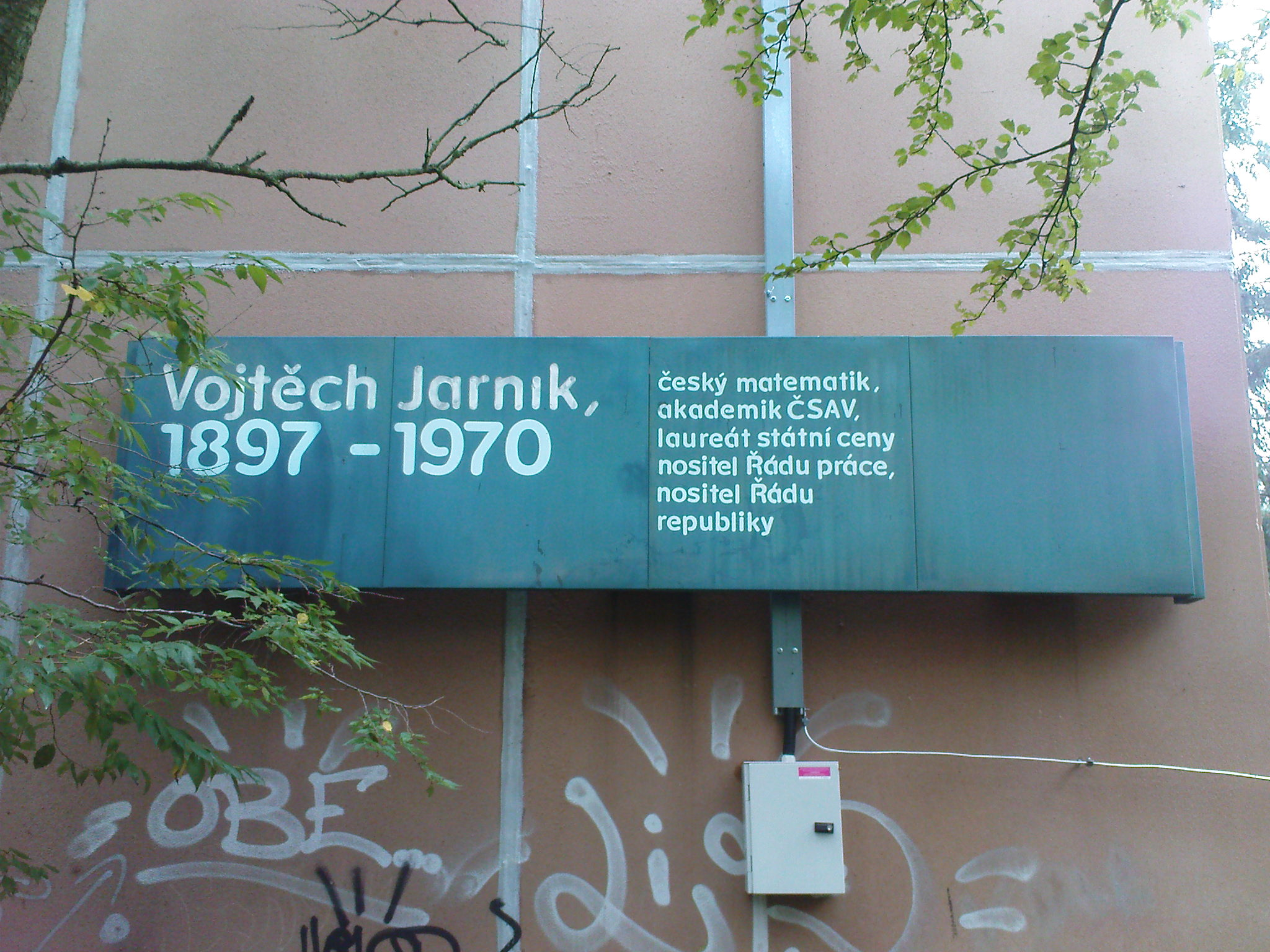
Placa commemorativa al barri de Chodov de Praga.